# 楊逵

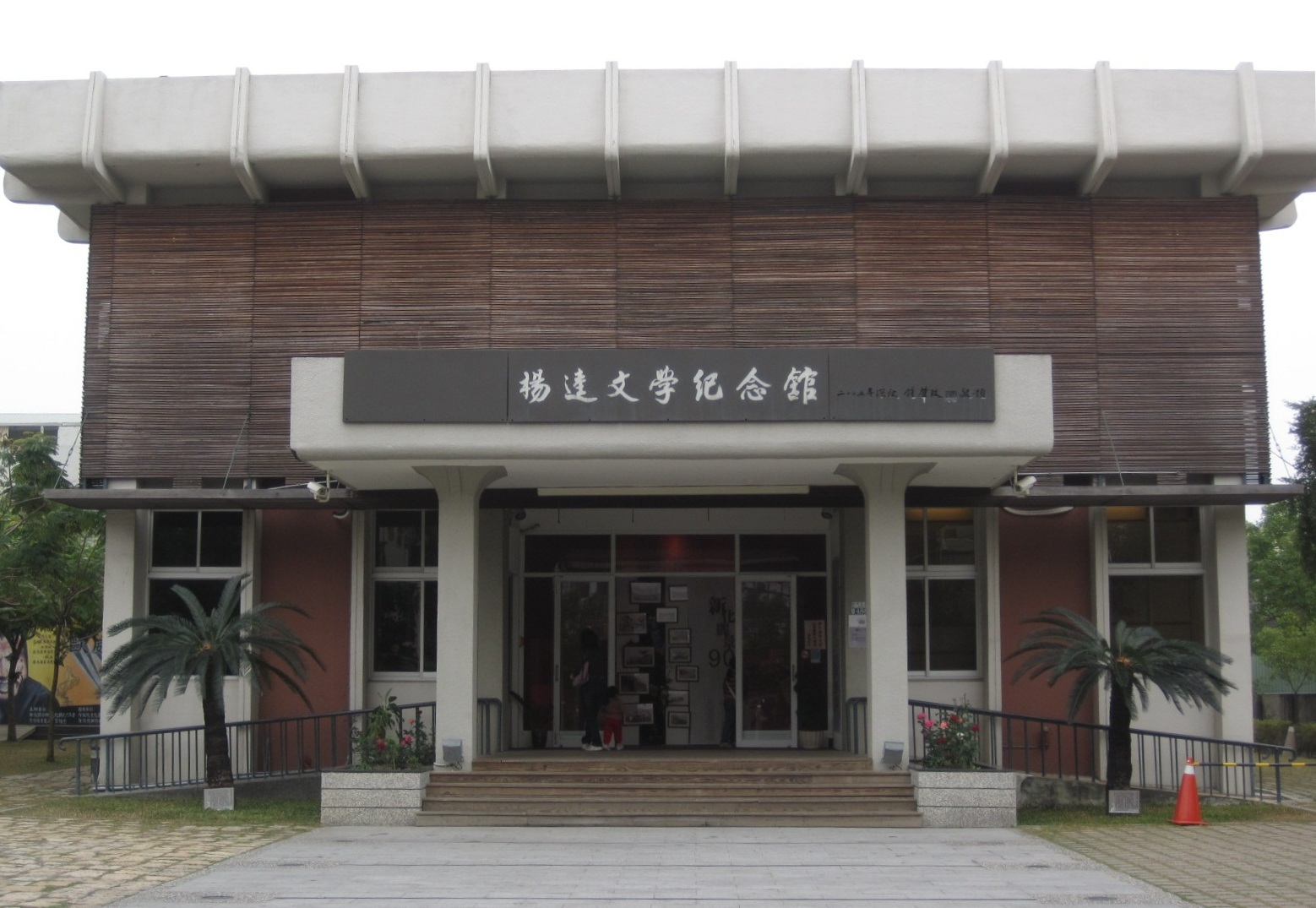
楊逵文学紀念館（台南市）

楊逵（よう き、ヤン・クイ）は台湾出身の小説家。本名は楊貴。他に伊東亮、公羊、SP、狂人の筆名を使用した。日本の中央文壇に進出した最初の台湾人作家。

## 略歴
台南生まれ。1924年に日本に留学し、日本大学専門部文科文学芸術専攻（夜間部）に進学した。当時日本では労働運動と学生運動の萌芽期であり、楊逵も反田中義一内閣のデモに参加し、また在日朝鮮人の活動を支援し逮捕されている。
1927年に台湾に戻った楊逵は農民組合や台湾文化協会の活動に参加した。1932年には日本語小説『新聞配達夫』を発表し小説家としての地位を確立すると同時に、魯迅の『阿Q正伝』など多くの中国新文学小説を日本語に翻訳している。1935年、楊逵は『台湾文芸』の日本語主筆に就任するが、張星建との意見の不一致により退社、頼和、楊守愚、呉新栄等とともに『台湾新文学』創刊し、自らは日本語記事の責任者となった。
1945年、日本が敗戦すると直ちに『一陽周報』を創刊、三民主義と五四運動以後の文学を紹介すると共に「新生活促進隊」を組織、中華民国による台湾接収が完了するまでの統治空白期間の社会秩序維持に努めた。1946年5月には『和平日報』文学版編集に就任、1947年1月には中国大陸の作家と共に雑誌『文化交流』を創刊するなど積極的に活動を行うが、二二八事件の発生により『文化交流』は僅か1号で廃刊となり、妻となる葉陶とともに3ヶ月に亘り逮捕拘束された。
釈放された楊逵はその後も文学創作活動を行い「台湾新文学」として民主、科学的な大衆文芸活動を提唱した。しかし戒厳令下の国民政府との思想矛盾が発生、1949年には執筆した和平宣言により懲役12年の判決を受け緑島に送致されている。
緑島に送致された楊逵であるが、小説作品は減少したと言えその状況下でも執筆活動は断続的に続けられた。出獄後は台中市西屯区の東海大学付近に自らの邸宅を構え、1978年には『美麗島雑誌』の顧問に就任した。1985年3月12日に死去している。

## 評価
楊逵は「人道的社会主義者」を自称し、その作品は台湾では一時期発禁処分になったことがある。1970年代になると郷土文学論争の中で強い民族意識と、写実的かつ現実に批判的な作風が再評価され、『つぶれないバラの花（圧不扁的玫瑰）』は台湾の国民中学の国語教科書教材に採用されている。

## 主要作品
- 『新聞配達夫』（原作は日本語で書かれた）中国語編名：『送報伕』
- 『鵝媽媽出嫁』
- 『つぶれないバラの花（圧不扁的玫瑰）』
- 『緑島家書』